# 利文卡河
利文卡河（俄语：Ливенка），是俄羅斯的河流，位於該國西部奧廖爾州，屬於索斯納河的左支流，河道全長32公里，流域面積318平方公里，河畔城鎮有利夫內，河水主要來自泉水和融雪。